# 有馬利男
有馬 利男（ありま としお、1942年5月31日 - ）は、日本の実業家。富士ゼロックス（現:富士フイルムビジネスイノベーション）代表取締役社長や、ジャパン・プラットフォーム共同代表理事、りそなホールディングス取締役指名委員会委員長、キリンホールディングス取締役、富士重工業（現:SUBARU）取締役などを歴任した。

## 人物・経歴
鹿児島県鹿児島市出身。ラ・サール高等学校卒業後、1年間の大学受験浪人生活を経て、京都大学にも合格したが国際基督教大学に進学する。1967年に大学を卒業し、富士ゼロックス入社。2002年から富士ゼロックス代表取締役社長を務めた。2006年富士フイルムホールディングス取締役。2007年富士ゼロックス取締役相談役。2007年りそな銀行取締役。2008年富士ゼロックス相談役特別顧問。2010年ジャパン・プラットフォーム共同代表理事。2011年キリンホールディングス取締役。2011年富士重工業（現SUBARU）取締役。2011年りそなホールディングス取締役。2011年グローバル・コンパクト・ジャパン・ネットワーク（現グローバル・コンパクト・ネットワーク・ジャパン）代表理事。2012年りそなホールディングス取締役指名委員会委員長。2014年度外務大臣表彰受賞。2015年旭日重光章受章。